# Euippe rectimargo
Euippe rectimargo är en fjärilsart som beskrevs av Debauche 1941. Euippe rectimargo ingår i släktet Euippe och familjen mätare. Inga underarter finns listade i Catalogue of Life.